# Rendez-vous (musikalbum)
Rendez-vous är ett musikalbum av Jean Michel Jarre som gavs ut 1986.
Det var från början menat att astronauten Ron McNair skulle medverka på skivan genom att spela saxofon från rymden, men den rymdfärja han färdades med, Challenger, exploderade strax efter start av uppdraget STS-51-L och McNair och de övriga ombord omkom.

## Låtlista
Alla låtar är skrivna och komponerade av Jean Michel Jarre. 
| Nr | Titel                             | Längd |
| -- | --------------------------------- | ----- |
| 1. | Premier Rendez-vous               | 2:53  |
| 2. | Second Rendez-vous                | 10:53 |
| 3. | Troisième Rendez-Vous             | 3:28  |
| 4. | Quatrième Rendez-Vous             | 3:59  |
| 5. | Cinquième Rendez-Vous             | 7:56  |
| 6. | Dernier Rendez-Vous (Ron's Piece) | 5:45  |